# Minilimosina albinervis
Minilimosina albinervis är en tvåvingeart som först beskrevs av Oswald Duda 1918.  Minilimosina albinervis ingår i släktet Minilimosina och familjen hoppflugor. Inga underarter finns listade i Catalogue of Life.